# Raimundo de Oliveira Borges
Raimundo de Oliveira Borges (Caririaçu, 2 de julho de 1907 - Crato, 27 de janeiro de 2010), foi um jurista e escritor brasileiro.
Filho de Clemente Ferreira Borges e Maria José de Oliveira Borges. Realizou o curso primário na sua terra natal e o curso secundário no Colégio São José do Crato, Instituto Araripe Júnior, Instituto Menezes Pimentel, Liceu do Ceará, em Fortaleza e Ginásio da Bahia, em Salvador.
Foi aprovado e ingressou na Faculdade de Medicina da Bahia em 1928, depois transferiu seus estudos para a Faculdade de Medicina de Pernambuco, sem concluí-los. Direcionou sua atenção para a Faculdade de Direito do Ceará em 1933, tendo sido o orador da turma que colou grau em 1937.
Iniciou sua carreira profissional na função de promotor de justiça nas comarcas de Tauá, Missão Velha e Crato. Depois se afastou do Ministério Público e começou a exercer a advocacia.
Em 1962 foi candidato a prefeito em sua cidade natal, Caririaçu, mas não foi eleito. Na Câmara do Crato foi vereador e alcançou a suplência de deputado estadual pelo antigo PSP. Recebeu título de cidadão honorário do Crato em 1975.

## Obras
- Crime de Injúria verbal (1945)
- Interdito Probitório (1963)
- A Eloqüência e o Direito (1963)
- A Cidade do Crato (1980)
- Monsenhor Doutor Eugênio Veiga (1974)
- Serra de São Pedro, esboço histórico (1983)
- Memórias, fragmentos de minha vida (1988)
- A presença de Euclides da Cunha na nossa história (1962)
- Visita de Nossa Senhora de Fátima a Caririaçu
- A Árvore Amiga (1995)
- Euclides da Cunha e a Unidade Nacional
- O Coronel Belém do Crato, um injustiçado
- Eles e Eu, mensagens gratificantes
- O Engenho Taquari
- Síntese Histórica da Câmara Municipal de Caririaçu
- O Crato Intelectual
- Memória Histórica da Comarca do Crato
- O Padre Cícero e a Educação em Juazeiro
- Clemente Ferreira Borges, Meu Pai
- Discursos Acadêmicos
- Árvore Genealógica da Família Borges
- Os Bispos do Crato, Relembranças Inesquecíveis
- Meditações e Saudades
- Reminiscências, o Meu Itinerário (2007)